# Санта-София
Санта-София (итал. Santa Sofia) —  коммуна в Италии, располагается в регионе Эмилия-Романья, в провинции Форли-Чезена.
Население составляет 4238 человек (2008 г.), плотность населения составляет 29 чел./км². Занимает площадь 149 км². Почтовый индекс — 47018. Телефонный код — 0543.
Покровительницей коммуны почитается святая Лючия Сиракузская, празднование 13 декабря.

## Демография
Динамика населения:

## Администрация коммуны
- Официальный сайт: https://web.archive.org/web/20060808211802/http://www.comune.santa-sofia.fo.it/